# Bitwa pod Łuczankami

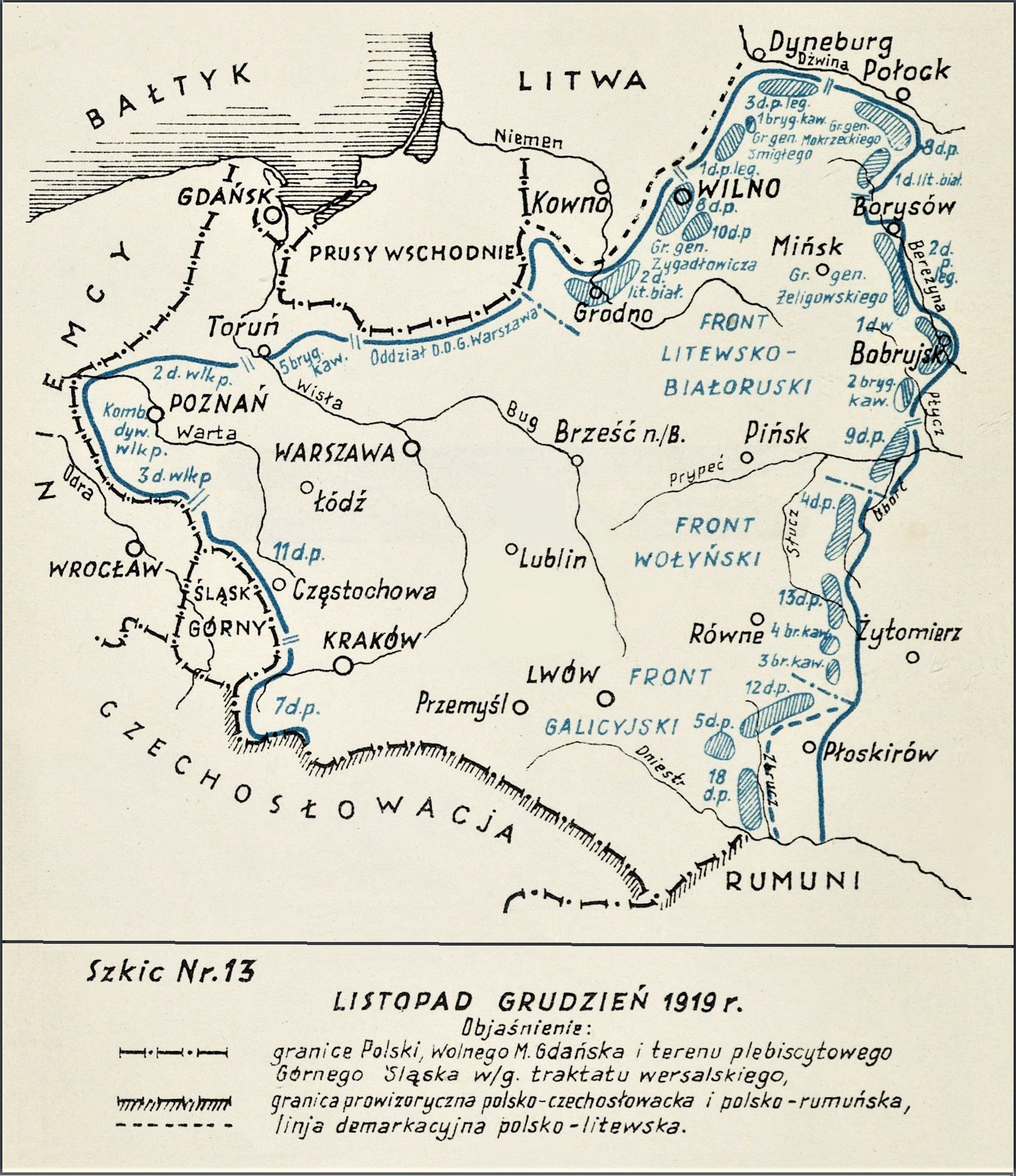
Adam Przybylski,
Wojna Polska 1918–1921

Bitwa pod Łuczankami – walki grupy mjr. Feliksa Jaworskiego z 9 Dywizji Piechoty z sowieckim 423 pułkiem strzelców z 4 Dywizji Strzelców w czasie kampanii zimowej w okresie wojny polsko-bolszewickiej.

## Geneza
Zimą 1919/1920 na froncie polsko-sowieckim odnotowywano tylko działania lokalne. Linia frontu była rozciągnięta od środkowej Dźwiny, wzdłuż Berezyny, Uborci, Słuczy, po Dniestr. Zastój w działaniach wojennych obie strony wykorzystywały na przygotowanie się do decydujących rozstrzygnięć militarnych planowanych na wiosnę i lato 1920.  
9 Dywizja Piechoty płk. Władysława Sikorskiego zajmowała stanowiska na prawym brzegu Uborci. Jej 22 pułk piechoty obsadzał 75 kilometrowy odcinek frontu na linii Kruszniki – Buda – Sokołodniki – Machnowicze – Śnickie Pole – Stodolicze – Kartenicze – Bobrowe. W jego ugrupowaniu działał 4 Wołyński dywizjon strzelców konnych mjr. Feliksa Jaworskiego. Pododdziały ogólnowojskowe wspierała 4 bateria 7 pułku artylerii polowej i 1 bateria 9 pułku artylerii polowej. Na południowym skrzydle patrole kawalerii utrzymywały łączność z lewoskrzydłowymi oddziałami Frontu Wołyńskiego. W rejonie Łuczanek dowództwo sowieckie skoncentrowało 423 pułk strzelców, szykujący się do uderzenia na oddziały 9 Dywizji Piechoty.

## Walczące wojska
| Jednostka                     | Dowódca                  | Podporządkowanie   |
| Wojsko Polskie                |                          |                    |
| dowództwo 9 Dywizji Piechoty  | płk Władysław Sikorski   | Front Lit. Biał.   |
| ⇒ grupa mjr. Jaworskiego      | mjr Feliks Jaworski      | 9 Dywizja Piechoty |
| ⇒ 22 pułk piechoty            | ppłk Władysław Grabowski | 9 Dywizja Piechoty |
| → dwie kompanie 22 pp         |                          | 22 pułk piechoty   |
| Armia Czerwona                |                          |                    |
| 47 Dywizja Strzelców          | I.I. Smolin              | 12 Armia           |
| → 141 BS (421., 422., 423 ps) |                          |                    |

## Walki pod Łuczankami
20 stycznia 1920 4 Wołyński dywizjon strzelców konnych mjr. Feliksa Jaworskiego otrzymał rozkaz wykonania wypadu na Łuczanki. Dywizjon, wzmocniony 11 i 12 kompanią 22 pułku piechoty, wyruszył wieczorem ze Stodolicz i po całonocnym marszu o świcie następnego dnia podszedł pod wioskę. Kompania  piechoty z dwoma plutonami 2 szwadronu otrzymała zadanie wykonania manewru obejścia i uderzenia na miejscowość od wschodu. Pozostała część dywizjonu miała uderzyć w szyku pieszym od zachodu.
Przeciwnik, uprzedzony przez miejscową  ludność o zbliżaniu się Polaków, przygotował twardą obronę i ostrzeliwał atakujących silnym ogniem broni maszynowej i dział. Strzelcy konni kontynuowali natarcie, a pod osłoną budynków dotarli do sowieckiej baterii strzelającej kartaczami. Część artylerzystów poległa w walce wręcz, część uciekła. Wtedy uderzył oddział obejścia i czerwonoarmiści nie wytrzymali uderzenia z dwóch stron. Żołnierze sztabu pułku bronili się twardo w budynkach. Dopiero wykorzystanie granatów ręcznych zmusiło ich do poddania się.

## Bilans walk
Pod Łuczywkami grupa mjr. Feliksa Jaworskiego wzięła do niewoli 60 jeńców, w tym dowódcę  423 pułku strzelców, zdobyła  4 działa, 10 ckm-ów i cały tabor pułku, przy stratach własnych dwóch zabitych i trzech rannych. Zdobyto też sztandar 423 pułku strzelców.
Za dzielność w bitwie pod Łuczankami krzyże srebrne Orderu Virtuti Militari otrzymali: podchorąży Stanisław Łukaszewicz który podkradłszy się z patrolem pod nieprzyjacielską wartownię, granatami rozpędził wartowników, biorąc chorągiew nieprzyjacielską i 7 jeńców, plutonowy Józef Zając, który ze wszystkich stron otoczony bronił się i nie wypuścił wziętego przez siebie do niewoli dowódcy 423-go pułku sowieckiego, starszy strzelec Wacław Kock, który pierwszy wpadł na strzelającą kartaczami baterję sowiecką i przebił bagnetem kanoniera, starszy ułan Dominik Demczuk, który sam jeden, podczołgawszy się pod strzelający kartaczami nieprzyjacielski działon, obsługę jego częściowo wystrzelał, częściowo rozproszył